# 20 marzo
Il 20 marzo è il 79º giorno del calendario gregoriano (l'80º negli anni bisestili). Mancano 286 giorni alla fine dell'anno.
È, quasi ogni anno, il primo giorno di primavera boreale nonché il primo giorno d'autunno australe. Fino al 2007 era però più frequente che gli equinozi cadessero il 21 marzo.

## Eventi
- 235 – Massimino il Trace diventa imperatore romano;
- 1602 – Viene fondata la Compagnia olandese delle Indie orientali;
- 1731 – Terremoto di Foggia;
- 1739 – Nadir Shah occupa Delhi in India e saccheggia la città rubando i gioielli del Trono del Pavone;
- 1760 – Il "Grande Incendio" di Boston distrugge 349 edifici;
- 1800 – Alessandro Volta rende pubblica l'invenzione della sua pila;
- 1815 – Inizio dei Cento giorni di Napoleone, che entra a Parigi, dopo essere fuggito dall'Isola d'Elba, alla testa di un esercito regolare di 140.000 uomini e di una forza di circa 200.000 volontari;
- 1848 – Re Ludovico I di Baviera abdica;
- 1852 – Viene pubblicato La capanna dello zio Tom, di Harriet Beecher Stowe;
- 1861 – Cade l'ultima roccaforte borbonica, quella di Civitella del Tronto, tre giorni dopo la proclamazione in parlamento, a Torino, del Regno d'Italia;
- 1865 – Viene promulgata la Legge Lanza, per l'unificazione amministrativa del Regno d'Italia, che estende l'ordinamento sabaudo a tutto il territorio nazionale;
- 1883 – Firma della Convenzione di Parigi per la tutela della proprietà industriale;
- 1899 – Martha M. Place è la prima donna a essere condannata alla sedia elettrica negli USA;
- 1913 – Song Jiaoren, uno dei fondatori del Partito Nazionalista Cinese (Kuomintang), viene ferito in un tentativo di assassinio e morirà due giorni dopo;
- 1916 – Albert Einstein pubblica sulla rivista accademica Annalen der Physik la sua teoria della relatività generale;
- 1952 – Il Senato degli Stati Uniti ratifica il trattato di pace con il Giappone;
- 1956 – La Tunisia ottiene l'indipendenza dalla Francia;
- 1964 – L'ESRO (European Space Research Organization, precorritrice dell'Agenzia Spaziale Europea), viene fondata in base a un accordo del 14 giugno 1962;
- 1966 – La Coppa Rimet viene rubata dalla Central Hall di Londra;
- 1969 – John Lennon sposa Yōko Ono;
- 1974 – Fallito tentativo di rapimento della Principessa Anna e del marito, capitano Mark Phillips, sul Mall, fuori Buckingham Palace, Londra;
- 1986
  - Nel supercarcere di Voghera viene avvelenato Michele Sindona con un caffè al cianuro. Sindona era stato condannato per l'omicidio Ambrosoli; morirà due giorni dopo;
  - Jacques Chirac diventa primo ministro di Francia per la seconda volta;
- 1987 – La Food and Drug Administration statunitense approva l'azidotimidina (AZT) nel trattamento dell'AIDS;
- 1993 – Una bomba dell'IRA esplode a Warrington, nell'Inghilterra nord-occidentale, uccidendo due bambini;
- 1994 – A Mogadiscio, in Somalia, vengono uccisi Ilaria Alpi e Miran Hrovatin;
- 1995 – Un attacco terroristico con gas Sarin alla Metropolitana di Tokyo provoca 12 morti e oltre 1300 feriti;
- 2003 – Inizia la seconda guerra del golfo con l'invasione dell'Iraq da parte delle forze anglo-statunitensi;
- 2010 – Erutta il vulcano Eyjafjöll, situato nel sud dell'Islanda.

## Nati
Ci sono circa 1 210 voci su persone nate il 20 marzo; vedi la pagina Nati il 20 marzo per un elenco descrittivo o la categoria Nati il 20 marzo per un indice alfabetico.

## Morti
Ci sono circa 520 voci su persone morte il 20 marzo; vedi la pagina Morti il 20 marzo per un elenco descrittivo o la categoria Morti il 20 marzo per un indice alfabetico.

## Feste e ricorrenze

### Civili
Internazionali:
- Giornata internazionale della felicità
- Giornata Mondiale senza carne, MeatOut Day[1]
- Giornata mondiale della salute orale[2]

Nazionali:
- Tunisia - Festa nazionale dell'indipendenza (1956)
- Francia - Festa nazionale della lingua francese e della Francofonia
- Italia - Giornata nazionale delle università[3]

### Religiose
Cristianesimo:
- Santa Claudia, martire con altre compagne ad Amiso sotto Massimino Daia[4]
- Sante Alessandra di Amiso, e compagne, martiri di Amiso
- Sant'Archippo di Colossi, discepolo di San Paolo, martire
- Sant'Archil II, re di Georgia, martire
- San Cutberto di Lindisfarne, vescovo
- San Giovanni Nepomuceno, sacerdote e martire
- San Giuseppe Bilczewski, arcivescovo di Lviv dei Latini
- Santa Maria Josefa Sancho de Guerra (Maria Giuseppa del Cuore di Gesù), fondatrice delle Serve di Gesù della carità
- San Martino di Bracara (o di Braga), vescovo
- Santi Martiri di San Saba
- San Niceta di Apolloniade, vescovo
- Santi Paolo, Cirillo e compagni, martiri ad Antiochia
- Sant'Urbizio di Metz, vescovo
- San Vulfranno di Sens, arcivescovo
- Beato Ambrogio Sansedoni, domenicano
- Beato Battista Spagnoli, religioso
- Beato Francisco Palau y Quer (Francesco di Gesù Maria Giuseppe), sacerdote carmelitano
- Beata Giovanna Veron, vergine e martire
- Beato Ippolito Galantini, laico, fondatore della Congregazione della Dottrina Cristiana

Religione romana antica e moderna:
- Pelusia